# Margarita Tutulani
Margarita Tutulani (n. 1925, Berati, Berat, Albania – d. 6 iulie 1943, Gosë⁠(d), Regiunea Tirana, Albania) a fost o activistă albaneză care a protestat împotriva ocupației italiene a Albaniei din 1939-1943. Moartea sa a inspirat revolta mai multor albanezi împotriva ocupației țării lor. A fost decorată post-mortem cu titlul de 'Erou al poporului'.

## Biografie
Tutulani s-a născut în Berat, într-o familie din cartierul Gorica. Bunicul ei, Dhimitër Tutulani, care era de origine aromână a fost un avocat deosebit și unul dintre semnatarii Declarației de Independență a Albaniei din 1912, iar tatăl ei a fost membru al Parlamentului albanez. A urmat cursurile Institutului Pedagogic Regina Mamă din Tirana.
Când Italia a invadat Albania în aprilie 1939, Tutulani s-a întors la Berat, unde ea și familia ei au protestat împotriva ocupației italiene a țării lor. În 1942, ea s-a alăturat Partidului Comunist Albanez. Ea a fost, de asemenea, o figură emblematică a manifestației din 28 noiembrie 1942 de la Berat, un protest antifascist care a atras mii de oameni.Din noiembrie era căutată de conducerea italiană. Margarita Tutulani și fratele ei, Kristaq Tutulani, au fost în cele din urmă arestați la Berat pe 4 iulie 1943.După arestarea lor, ei au fost apoi supuși la torturi în timp ce erau în închisoare. Ulterior, au fost scoși din închisoare și împușcați în Gosa, lângă Kavaja. on July 6, 1943.
Locuitorii orașului Berat au fost șocați de moartea fraților.  O „fotografie cu trupul ei mutilat” a circulat iar în cele din urmă brutalitatea morții Margaritei a inspirat oamenii să se alăture rezistenței împotriva guvernului fascist italian.
O statuie a Margaritei Tutulani se află la Cimitirul Național al Martirilor din Albania.  Margarita a lăsat în urmă scrieri care acum fac parte din arhivele familiei Tutulani, care includ poezie, memorii și eseuri. Lingvistul albanez Vehxhi Buharaja a scris o poezie în onoarea ei, „Margarita”, la zece zile după ce a fost ucisă.